# مینولتا ایکس‌دی-۷
مینولتا ایکس‌دی-۷ (به انگلیسی: Minolta XD-7) یک دوربین عکاسی ساخت شرکت مینولتا است.